# Реквием по мечте (роман)
Реквием по мечте (англ. Requiem for a Dream) — роман американского писателя Хьюберта Селби Младшего 1978 года, в котором рассказывается о четырех жителях Нью-Йорка, чья жизнь выходит из-под контроля, когда они поддаются своим пристрастиям.

## Сюжет
Эта история повествует о жизни Сары Голдфарб, ее сына Гарри, его подруге Мэрион и его лучшего друга Тайрона С. Лава, которые каждый по-своему ищут ключ к своей мечте. Гарри и Мэрион влюблены друг в друга и хотят открыть собственный бизнес; их друг Тайрон хочет сбежать от жизни в гетто. Чтобы осуществить эти мечты, они покупают большое количество героина, планируя разбогатеть на его продаже.
Сара, одинокая овдовевшая мать Гарри, мечтает попасть на телевидение. После телефонного звонка с приглашением на тв-шоу, она идёт к врачу, который даёт ей таблетки для похудения. Сара проводит следующие несколько месяцев на таблетках, отчаянно желая похудеть, чтобы влезть в красное платье своей юности и хорошо выглядеть по телевизору. Тем не менее, кастинговая компания не сообщает ей о деталях шоу. Сара становится зависимой таблеток для похудения и в конце концов зарабатывает амфетаминовый психоз после того, как её жизнь пошла под откос. В конце концов она оказывается в психиатрической лечебнице, где проходит электрошоковую терапию.
Гарри, Мэрион и Тайрон становятся зависимыми от собственного продукта. В конце концов, когда героина становится мало, они отдаляются друг от друга, и скрывают имеющийся наркотик от других. По пути в Майами Гарри и Тайрона арестовывают и отправляют в тюрьму. Гарри ампутируют руку из-за заражения, вызванного многократными инъекциями. Марион, оставшись одна, становится проституткой, чтобы поддерживать свою зависимость. В тюрьме Тайрон сталкивается с жестоким обращением со стороны охранников из-за его расы.

## Экранизация
В 2000 году вышел одноимённый фильм, снятый режиссёром Дарреном Аронофски. Главные роли исполнили Джаред Лето, Эллен Бёрстин, Дженнифер Коннели и Марлон Уэйанс Фильм был номинирован на премии «Оскар» и «Золотой глобус» в категории «Лучшая женская роль» (Эллен Бёрстин).